# عصافير الاستريلديد
عصافير الاستريلديد (باللاتينية: Estrildidae) (بالإنجليزية: Estrildid finch)‏ ، وهي من الطيور الجواثم الصغيرة في المناطق المدارية في العالم القديم وفي أستراليا. ويمكن تصنيف هذه الطيور كفصيلة إيستريلديديه (العصافير الناسجة)، أو كشعبة داخل فصيلة الدواري(Passeridae)، والتي حددت بدقة على أنها تشمل العصافير الدوارية في العالم القديم.
وهذه الطيور من الطيور الاجتماعية وعادةً ما تكون عبارة عن مستعمرات آكلة للبذور ذات مناقير قصيرة وسميكة لكن محدبة. وتتشابه جميعها في التركيب والمواطن، ولكنها تختلف على نحو واسع في ألوان وأنماط الريش.
وتبني جميع الإيستريلديدات عششًا كبيرة، ومقببة وتضع حوالي من 5-10&nbsp؛ بيض أبيض. وتبني العديد من الأنواع عششًا مجثمة. بعض العصافير النارية والبتيلياس (pytilias) تكون ضيفة متطفلات الأعشاش على الطيور النيلية والوايداس (whydahs)، على التوالي.
ومعظمها يكون حساسًا بالنسبة للبرودة ويتطلب الدفء، ودائمًا المواطن والمناطق المدارية ليعيشوا فيها، على الرغم من أن القليل منها يتكيف مع المناخ البارد في جنوب أستراليا.
ويكون أصغر الأنواع في الفصيلة هو فيرنارندو بو أوليفيباك (Fernando Po Oliveback) ويُعرف أيضًا (باسم Nesocharis shelleyi) فقط بطول 8.3 سنتيمتر (3.3 بوصة)، على الرغم من أن أخف الأنواع هو واكسبيل ذو الردف الأسود (Black-rumped Waxbill) وهو يُدعى أيضًا (Estrilda troglodytes) بطول 6 غ (0.21 أونصة). أما عن أضخم الأنواع فهو الطائر الدواري جافا (Java Sparrow) ويُدعى (Padda oryzivora)، يبلغ طوله 17 سـم (6.7 بوصة) ووزنه 25 غ (0.88 أونصة).

## قائمة الأنواع
- آنتبيكر(Antpecker), جنس بارموبتيلا (Parmoptila)
  - آنتبيكر ذو الواجهة الحمراء (Red-fronted Antpecker)، بارموبتيلا روبريفرونز (Parmoptila rubrifrons)
  - آنتبيكر جاميسون (Jameson's Antpecker), بارموبتيلا جاميسوني (Parmoptila jamesoni) – عادةً ما يتضمن في بارموبتيلا روبريفرونز (P. rubrifrons)
  - آنتبيكر وودهاوس (Woodhouse's Antpecker)، بارموبتيلا وودهاوسي (Parmoptila woodhousei)
- عصافير النيجرو (السود) (Negrofinch), جنس نيجريتا (Nigrita)
  - عصافير النيجرو ذات الصدر الأبيض (White-breasted Negrofinch), نيجريتا فاسكونوتا (Nigrita fusconota)
  - عصافير النيجرو ذات الصدر الكستنائي (Chestnut-breasted Negrofinch), نيجريتا بيكولور (Nigrita bicolor)
  - عصافير النيجرو ذات الواجهة الشاحبة (Pale-fronted Negrofinch), نيجريتا لوتيفرونز (Nigrita luteifrons)
  - عصافير النيجرو ذات الرأس الرمادي (Grey-headed Negrofinch), نيجريتا كانيكابيلا (Nigrita canicapilla)
- أوليفباك (Oliveback), جنس نيسوكاريس (Nesocharis)
  - أوليفباك ذو طوق أبيض (White-collared Oliveback)، نيسوتشاريز آنسورغي (Nesocharis ansorgei)
  - فيرناردو بو أوليفباك (Fernando Po Oliveback)، نيسوتشاريز شيلي (Nesocharis shelleyi)
  - أوليفباك ذو رأس رمادية (Grey-headed Oliveback)، نيسوتشاريز كابيستراتا (Nesocharis capistrata)
- بتيليات (Pytilias), جنسبتيليا (Pytilia)
  - بتيليا ذات جناحين برتقاليين (Orange-winged Pytilia), بتيليا عفراء (Pytilia afra)
  - بتيليا ذات جناحين حمراوين (Red-winged Pytilia), بتيليا فوينيكوبتيرا (Pytilia phoenicoptera)
  - بتيليا ذات جناحين خضراوين (Green-winged Pytilia), بتيليا ميلبا (Pytilia melba)
  - بتيليا ذات وجه أحمر (Red-faced Pytilia), بتيليا هيبوغرامميكا (Pytilia hypogrammica)
- الجنس ماندينجوا (Mandingoa)
  - قطاعات متحولة مدعومة باللون الأخضر (Green-backed Twinspot), ماندينجوا نيتيدولا (Mandingoa nitidula)
- ذوات الأجنحة القرمزية (Crimson-wings), جنس كريبتوسبيزا (Cryptospiza)
  - ذات أجنحة قرمزية ووجه أحمر (Red-faced Crimson-wing), كريبتوسبيزا ريتشينوفيي (Cryptospiza reichenovii)
  - ذات أجنحة قرمزية أثيوبية (Abyssinian Crimson-wing), كريبتوسبيزا سالفادوريي (Cryptospiza salvadorii)
  - ذات أجنحة قرمزية معتمة (Dusky Crimson-wing), كريبتوسبيزا جاكسوني (Cryptospiza jacksoni)
  - ذات أجنحة قرمزية شيلية (Shelley's Crimson-wing), كريبتوسبيزا شيلي (Cryptospiza shelleyi)
- كسار البذور (Seedcracker), جنس بيرينيستيس (Pyrenestes)
  - كسار البذور القرمزي (Crimson Seedcracker), بيرينيستيس سانجوينوس (Pyrenestes sanguineus)
  - كسار البذور ذو البطن السوداء (Black-bellied Seedcracker), بيرينيستيس أوسترينوس (Pyrenestes ostrinus)
  - كسار البذور الأصغر (Lesser Seedcracker), بيرينيستيس مينور (Pyrenestes minor)
- ذوات البطن الزرقاء (Bluebill), جنس سبيرموفاغا (Spermophaga)
  - غرانت ذو البطن الزرقاء (Grant's Bluebill), سبيرموفاغا بوليوغينيز (Spermophaga poliogenys)
  - ذو البطن الزرقاء الغربي (Western Bluebill), سبيرموفاغا هيماتينا (Spermophaga haematina)
  - ذو البطن الزرقاء والرأس الحمراء (Red-headed Bluebill), سبيرموفاغا روفيكابيلا (Spermophaga ruficapilla)
- أجناس القطاعات المتحولة كليبتوسبيرزا(Clytospiza)، هيبارغوس (Hypargos), أوستشيستوسبيزا (Twinspots, genera) (Euschistospiza)
  - ذوي القطاعات المتحولة البنية (Brown Twinspot), كليتوسبيزا مونتيري (Clytospiza monteiri)
  - بيتر ذو القطاعات المتحولة (Peters' Twinspot), هيبارغوز نيفيوغوتاتوز (Hypargos niveoguttatus)
  - القطاعات المتحولة ذو الحنجرة القرمزية (Pink-throated Twinspot), هيبارجوس مارجاريتاتوس (Hypargos margaritatus)
  - ديبوسيكي ذو القطاعات المتحولة (Dybowski's Twinspot), أوستشيستوسبيزا ديبوسيكي (Euschistospiza dybowskii)
  - دوسكي ذو القطاعات المتحولة (Dusky Twinspot), أوستشيستوسبيزا سينيروفيناسيا (Euschistospiza cinereovinacea)
- العصافير النارية (Firefinch), جنس لاجونوستيكتا (Lagonosticta)
  - العصفور الناري ذو العارضة على الصدر (Bar-breasted Firefinch), لاجونوستيكتا روفوبيكتا (Lagonosticta rufopicta)
  - العصفور الناري البني (Brown Firefinch), لاجونوستيكتا نيتيدولا (Lagonosticta nitidula)
  - العصفور الناري ذو البطن الحمراء (Red-billed Firefinch), لاغونوستيكتا سينيغالا (Lagonosticta senegala)
  - العصفور الناري ذو البطن السوداء (Black-billed Firefinch), لاغونوستيكتا رارا (Lagonosticta rara)
  - العصفور الناري الإفريقي (African Firefinch), لاغونوستيكتا روبريكاتا (Lagonosticta rubricata)
  - العصفور الناري ذو البطن الشاحبة (Pale-billed Firefinch), لاجونوستيكتا لاندانيا (Lagonosticta landanae)
  - العصفور الناري جايمسون (Jameson's Firefinch), لاجونوستيكتا رودوباريا (Lagonosticta rhodopareia)
  - العصفور الناري المالي (Mali Firefinch), لاغونوستيكتا فيراتا (Lagonosticta virata)
  - العصفور الناري الصخري (Rock Firefinch), لاغونوستيكتا سانغوينودوساليز (Lagonosticta sanguinodorsalis)
  - العصفور الناري ذو الحنجرة السوداء (Black-throated Firefinch)
    - لاغونوستيكتا لارفاتا (Lagonosticta larvata)
    - لاغونوستيكتا فيناسيا (Lagonosticta vinacea)

  - العصفور الناري ريتشينبو (Reichenow's Firefinch), لاغونوستيكتا أومبرينودوساليز (Lagonosticta umbrinodorsalis)
- عصافير الكوردون بلو (Cordon-bleus), جنس أورايغينثوز (Uraeginthus)
  - عصفور الكوردون بلو ذو الصدر الأزرق (Blue-breasted Cordon-bleu), أورايغينثوز أنغولينسيز (Uraeginthus angolensis)
  - عصفور الكوردون بلو أحمر الخدين (Red-cheeked Cordon-bleu), أوراغينثوز بينغالوز (Uraeginthus bengalus)
  - عصفور الكوردون بلو المتوج بالأزرق (Blue-capped Cordon-bleu), أوراغينثوز سيانوسيفالوز (Uraeginthus cyanocephalus)
  - الجريناديير الأرجواني (Purple Grenadier), أوراغينثوز إيانثينوغاستر (Uraeginthus ianthinogaster)
  - الجريناديير الشائع (Common Grenadier), أوراغينثوز جراناتينوز (Uraeginthus granatinus) وهو معروف أيضًا بواكسبيل ذو الأذن البنفسجية
- واكسيبيل، جنس إيستريلدا (Estrilda)
  - واكسبيل ذو اللون الأرجواني الفاتح (Lavender Waxbill), إيستريلدا كارولسينس (Estrilda caerulescens)
  - واكسبيل ذو الذيل الأسود (Black-tailed Waxbill), إيستريلدا بيريني (Estrilda perreini)
  - واكسبيل سيندريلا (Cinderella Waxbill), إيستريلدا ثومينسيز (Estrilda thomensis)
  - واكسبيل سوي (Swee Waxbill) والمعروف أيضًا بواكسبيل ذو البطن الصفراء
    - إيستريلدا كوارتينيا (Estrilda quartinia)
    - إيستريلدا ميلانوتيز (Estrilda melanotis)

  - واكسبيل متزلف الصدر (Fawn-breasted Waxbill)
    - إيستريلدا أوكروغاستر (Estrilda ochrogaster)
    - إيستريلدا بوليوباريا (Estrilda poliopareia)
    - إيستريلدا بالوديكولا (Estrilda paludicola)

  - واكسبيل أنامبرا (Anambra Waxbill), إيستريلدا بوليوباريا (Estrilda poliopareia)
  - واكسبيل ذو الخدين البرتقاليين(Orange-cheeked Waxbill), إيستريلدا ميلبودا(Estrilda melpoda)
  - واكسبيل العربية(Arabian Waxbill), إيستريلدا روفيباربا (Estrilda rufibarba)
  - واكسبيل ذو الردف القرمزي (Crimson-rumped Waxbill), إيستريلدا رودوبيجا (Estrilda rhodopyga)
  - واكسبيل ذو الردف الأسود (Black-rumped Waxbill), إيستريلدا ترولوديتس (Estrilda troglodytes)
  - واكسبيل الشائع (Common Waxbill), إيستريلدا آستريلد (Estrilda astrild)
  - واكسبيل ذو التقاليد (ما بين الطائر ومنقاره) السوداء (Black-lored Waxbill), إيستريلدا نيغريلوريز (Estrilda nigriloris)
  - واكسبيل ذو التاج الأسود (Black-crowned Waxbill), إيستريلدا نونولا (Estrilda nonnula)
  - واكسبيل ذو الرأس السوداء (Black-headed Waxbill), إيستريلدا آتريكابيلا (Estrilda atricapilla)
  - واكسبيل ذو الخدين السودائين (Black-cheeked Waxbill), إيستريلدا إيريثرونوتز (Estrilda erythronotos)
  - واكسبيل ذو الردف الأحمر (Red-rumped Waxbill), إيستريلدا شارموسينا (Estrilda charmosyna)

 (Amandava amandava)

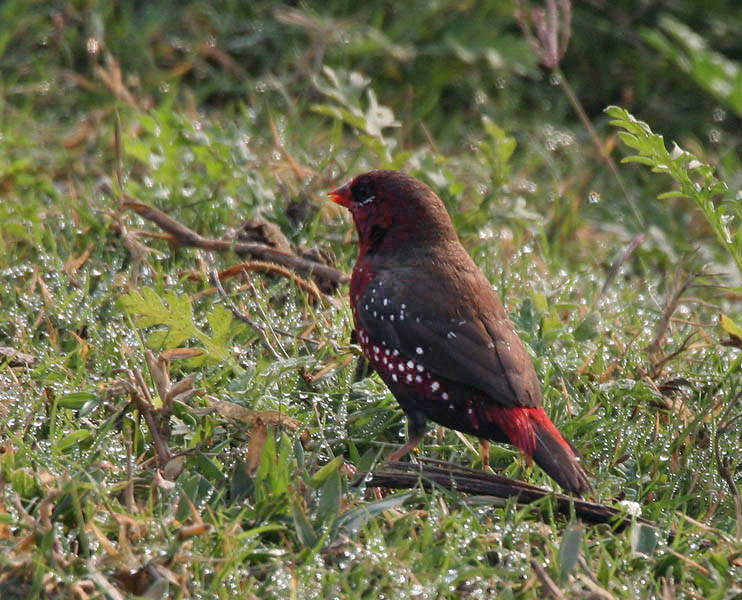
الأفادفيد الأحمر (Red Avadavat)، آماندافا آماندافا

- الأفادافاتز (Avadavats), جنس آماندافا (Amandava)
  - الأفادفيد الأحمر (Red Avadavat), آماندافا آماندافا وهو معروف أيضًا بالأمونيا الأحمر
  - الأفادفيد الأخضر (Green Avadavat)، آماندافا آماندافا (Amandava amandava)
  - واكسبيل زيبرا (Zebra Waxbill), آماندفا صابفلافا (Amandava subflava) والمعروف بواكسبيل ذو الصدر البرتقالي
- السمان (Quailfinch), جنس أورتيغوسبيزا (Ortygospiza)
  - السمان ذو البطن الحمراء (Red-billed Quailfinch), أورتيغوسبيزا سينيغالا (Ortygospiza senegala)
  - السمان الإفريقي, أورتيغوسبيزا آرتيكوليز (Ortygospiza atricollis)
  - عصفور الجراد (Locustfinch), أورتيغوسبيزا لوكستيلا (Ortygospiza locustella)
- أجناس الذيول النارية إمبليما(Emblema)و ستاغنوبليورا (Stagonopleura) وأوريوستراثس (Oreostruthus)
  - الطائر الملون, إمبليما بيكتوم (Emblema pictum)
  - الطائر الجميل, ستاغنوبلورا بيلا (Stagonopleura bella)
  - الطائر ذو الأذن الحمراء, ستاغنوبلورا أوكولاتا (Stagonopleura oculata)
  - الطائر الماسي, ستاغنوبلورا غوتاتا(Stagonopleura guttata)
  - الطائر الجبلي, أوريوستروثوز فوليجينوسوز (Oreostruthus fuliginosus)
- الجنس نيوتشاميا (Neochmia)
  - الطائر ذو الحاجبين الحمراوين, نيوتشاميا تيمبوراليز (Neochmia temporalis)
  - الطائر القرمزي, نيوتشاميا فاتون (Neochmia phaeton)
  - الطائر النجمي, نيوتشاميا روفيكودا (Neochmia ruficauda)
    - إن آر صابكلارينسنز (N. r. subclarescens)
    - إن آر كلارينسنز (N. r. clarescens)
    - إن آر روفيكودا (N. r. ruficauda)

  - طائر ذو رأس برقوقي (Plum-headed Finch), نيوتشميا موديستا (Neochmia modesta) والمعروف أيضًا بطائر الكرز
- الجنس تيانيوبيجيا (Taeniopygia)
  - طائر الزيبرا, تيانيوبيغيا جوتاتا (Taeniopygia guttata)
    - T. g. guttata
    - T. g. castanotis

  - عصفور ذو الخط المزدوج (Double-barred Finch), تيانيوبيجيا بيتشينوفيي (Taeniopygia bichenovii)
    - T. b. bichenovii
    - T. b. annulosa
- الجنس فيولفيلا (Poephila)
  - العصفور المقنع, فيولفيلا بيرسوناتا (Poephila personata)
  - العصفور ذو الذيل الطويل, فيولفيلا أكوتيكودا (Poephila acuticauda)
  - العصفور ذو الحنجرة السوداء, فيولفيلا سينيكتا (Poephila cincta)
    - P. c. cincta
    - P. c. atropygialis
- الببغاوات (Parrotfinches), جنس إيريثرورا (Erythrura)
  - ببغاء ذو صدر مصفر (Tawny-breasted Parrotfinch), إيريثرورا هيبريثرا (Erythrura hyperythra)
  - ببغاء ذو ذيل دبوسي (Pin-tailed Parrotfinch), إيريثرورا برازينا (Erythrura prasina)
  - ببغاء ذو وجه أخضر (Green-faced Parrotfinch), إيريثرورا فيريديفاسيز (Erythrura viridifacies)
  - ببغاء ثلاثي الألوان, إيريثرورا ثلاثي الألوان (Erythrura tricolor)
  - ببغاء ذو وجه أزرق (Blue-faced Parrotfinch), إيريثرورا تريكورا (Erythrura trichroa)
  - ببغاء ذو أذن حمراء, إيريثرورا كولوريا (Erythrura coloria)
  - ببغاء بابواني, إيريثرورا بابوانا (Erythrura papuana)
  - ببغاء ذو حنجرة حمراء, إيريثرورا بسيتاسيه (Erythrura psittacea)
  - ببغاء فيجي, إيريثرورا بيليي (Erythrura pealii)
  - ببغاء ذو رأس حمراء, إيريثرورا كاينيوفيرنز (Erythrura cyaneovirens)
  - ببغاء ملكي, إيريثرورا ريغيا (Erythrura regia)
  - ببغاء ذو بطن قرمزية (Pink-billed Parrotfinch), إيريثرورا كلينستشميدتي (Erythrura kleinschmidti)
- الجنس تشلوبيا (Chloebia)
  - طائر جولديان, تشلوبيا جولدييا (Chloebia gouldiae)
- جنس، المونياز وذو البطن الفضية لونتشورا (Lonchura)
  - مونيا المادجاسكار (Madagascar Munia), لونتشورا نانا (Lonchura nana)
  - ذو البطن الفضية الإفريقي, لونتشورا كانتانز (Lonchura cantans)

 (Lonchura malabarica)

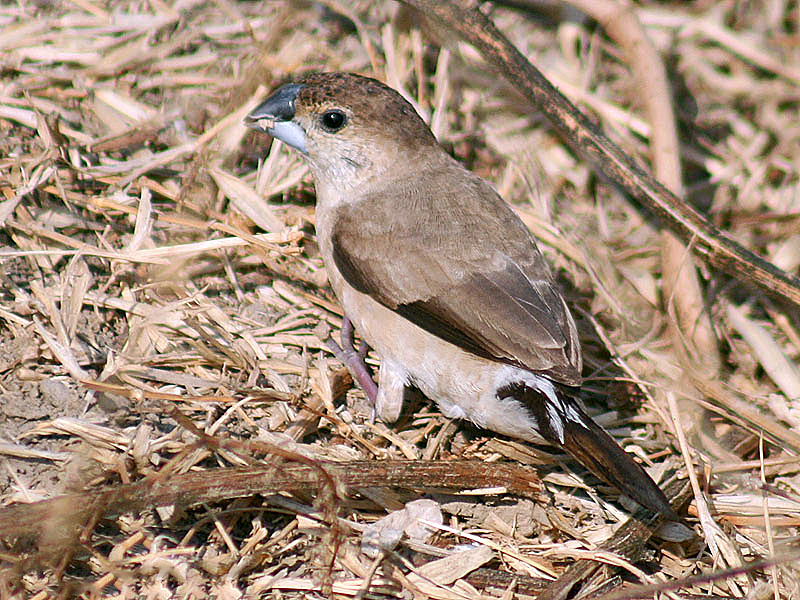
ذو البطن الفضية الهندي, لونتشورا مالاباريكا

- - ذو البطن الفضية الهندي, لونتشورا مالاباريكا (Lonchura malabarica) والمعروف أيضًا بالمونيا ذات الحنجرة البيضاء
  - ذو البطن الفضية والرأس الرمادية (Grey-headed Silverbill), لونتشورا جريسيكابيلا (Lonchura griseicapilla)
  - طائر المانكين البرونزي (Bronze Mannikin), لونتشورا كوكولاتا (Lonchura cucullata) والمعروف أيضًا بمونيا البرونزي
  - طائر المانكين الأبيض والأسود, لونتشورا ثنائي اللون (Lonchura bicolor) والمعروف بالمونيا الأبيض والأسود
  - طائر المانكين ذو الظهر البني (Brown-backed Mannikin), لونتشورا نيجريسيبز (Lonchura nigriceps) والمعروف أيضًا بمونيا ذو الظهر البني
  - طائر المانكين العقعق (Magpie Mannikin), لونتشورا فرينجيلويدس (Lonchura fringilloides) والمعروف أيضًا بمونيا العقعق
  - مونيا ذو الردف الأبيض (Madagascar Munia), لونتشورا ستاريتا (Lonchura striata)
  - مونيا الجافاني (Javan Munia), لونتشورا ليوكوغاسترويدز (Lonchura leucogastroides)
  - المونيا المعتم (Dusky Munia), لونتشورا فوركانز (Lonchura fuscans)
  - مونيا ذو الوجه الأسود (Madagascar Munia), لونتشورا مولوكا (Lonchura molucca)
  - المونيا ذو الحنجرة السوداء (Black-throated Munia), لونتشورا كلاراتي (Lonchura kelaarti) والمعروف أيضًا بطائر المانكين جيردون

 (Lonchura punctulata)

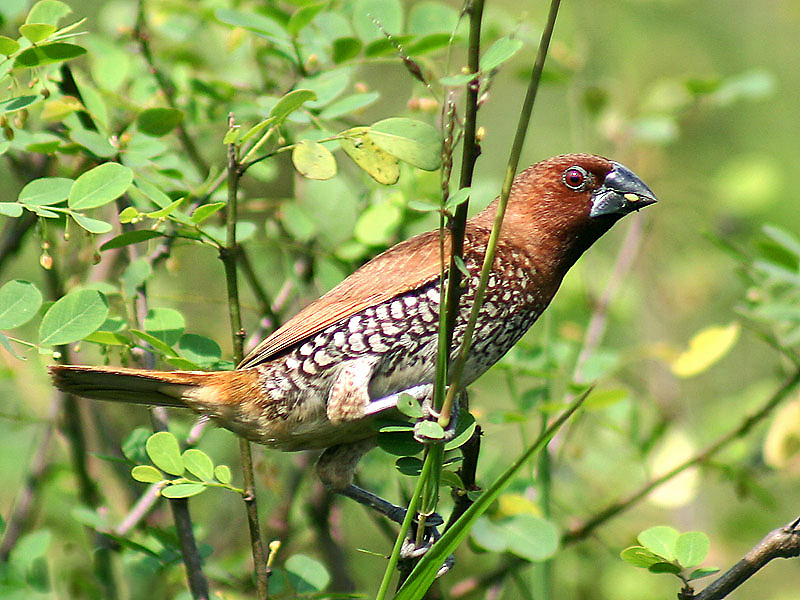
مونيا ذو الصدر المتقشر (Scaly-breasted Munia), لونتشورا بانكتولاتا

- - مونيا ذو الصدر المتقشر, لونتشورا بانكتولاتا والمعروف بطائر مانكين جوز الطيب أو عصفور التوابل.
  - مونيا ذو البطن البيضاء (White-bellied Munia), لونتشورا ليوكوغاسترا (Lonchura leucogastra)
  - مونيا ذو الرأس المخططة (Streak-headed Munia), لونتشورا تريستتيزما (Lonchura tristissima)
    - L. t. tristissima
    - L. t. leucosticta

  - مونيا ذو رأس سوادء, لونتشورا آرتكابيلا (Lonchura atricapilla) والمعروف بالمونيا الكستنائي
  - المونيا ثلاثي الألوان (Tricoloured Munia), لونتشورا مالاكا (Lonchura malacca)
  - مونيا متوج باللون الأبيض (White-capped Munia), لونتشورا فيروغينوزا (Lonchura ferruginosa)
  - مونيا ذو البطن كريمية اللون (Cream-bellied Munia), لونتشورا باليديفينتر (Lonchura pallidiventer)

 (Lonchura malacca)

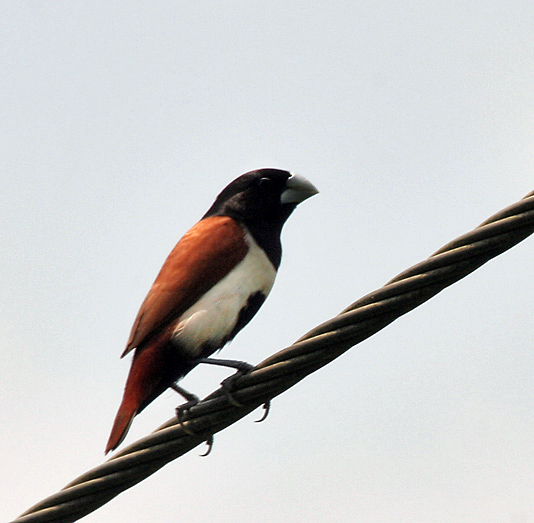
مونيا ذو رأس سوداء (Black-headed Munia), لونتشورا مالاكا

- - مونيا ذو خمسة ألوان (Five-colored Munia), لونتشورا كوينيتيكلورو (Lonchura quinticolor)
  - مونيا ذو رأس بيضاء(White-headed Munia), لونتشورا ماجا(Lonchura maja)
  - مونيا ذو رأس شاحبة (Pale-headed Munia), لونتشورا باليدا (Lonchura pallida)
  - المونيا الكبير(Grand Munia), لونتشورا كرانديز (Lonchura grandis)
  - مونيا ذو النطاق الرمادي (Grey-banded Munia), لونتشورا فانا (Lonchura vana)
  - مونيا ذو تاج الرمادي (Grey-crowned Munia), لونتشورا نيفيرماني (Lonchura nevermanni)
  - المونيا المقنع (Hooded Munia), لونتشورا سبيكتابيليز (Lonchura spectabilis)
  - مونيا ذو الرأس الرمادي (Grey-headed Munia), لونتشورا كانيسيبس (Lonchura caniceps)
  - المونيا المزركش (Mottled Munia), لونتشورا هانستيني (Lonchura hunsteini)
  - المونيا النيوآيرلندي (New Ireland Munia), لونتشورا فوربيسي (Lonchura forbesi)
  - المونيا النيو هانوفر (New Hanover Munia), لونتشورا نيجيريما (Lonchura nigerrima)
  - مونيا ذو الردف الأصفر (Yellow-rumped Munia), لونتشورا فلافيبريمنا (Lonchura flaviprymna)
  - مونيا كستنائية الصدر (Chestnut-breasted Munia), لونتشورا كاستانيوثوراكس (Lonchura castaneothorax)

 (Lonchura castaneothorax)

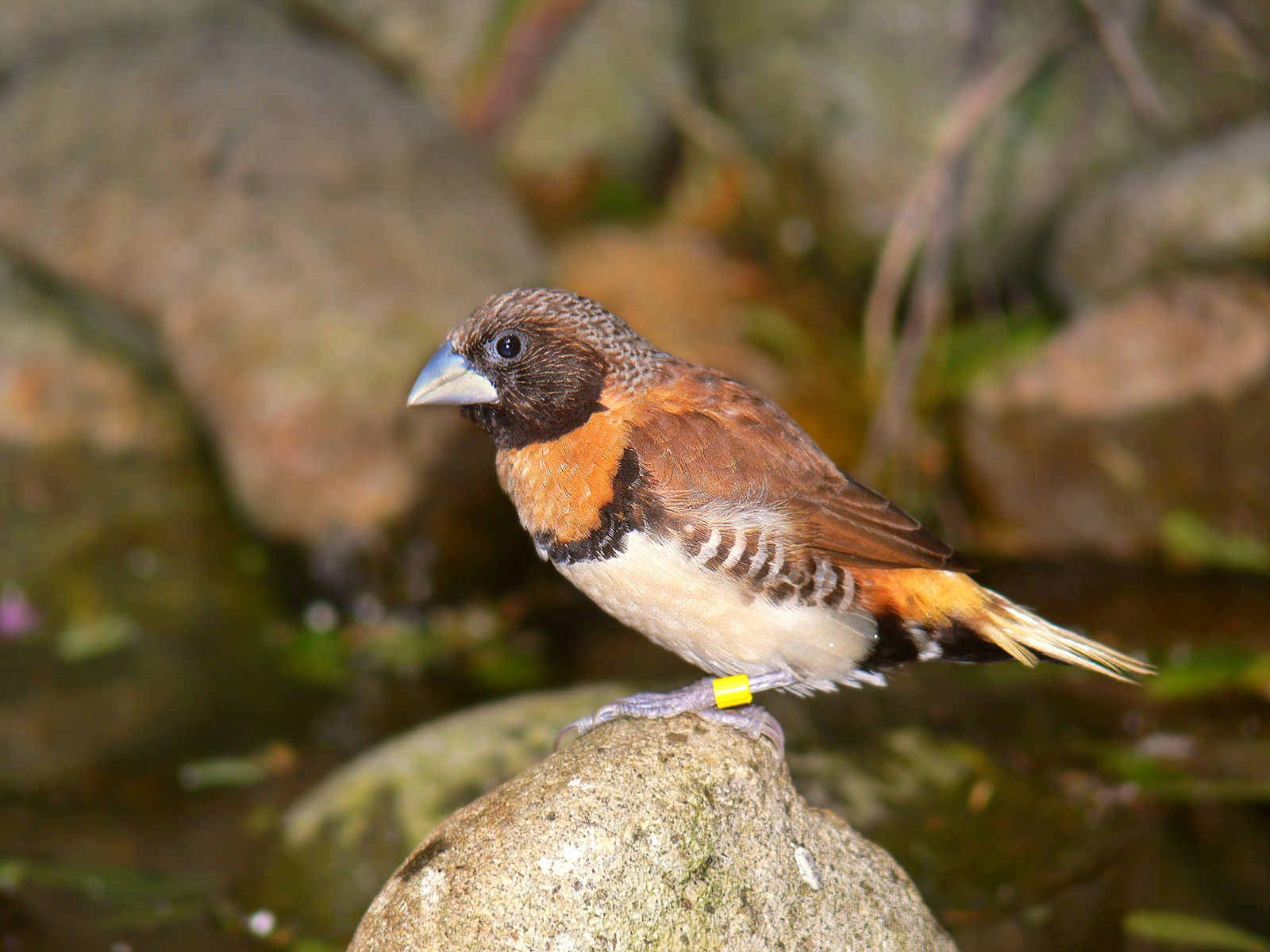
مونيا كستنائية الصدر (Chestnut-breasted Munia), لونتشورا كاستانيوثوراكس

- - المونيا الأسود (Black Munia), لونتشورا ستيجيا (Lonchura stygia)
  - مونيا ذو الصدر الأسود (Black-breasted Munia), لونتشورا تيرينكي (Lonchura teerinki)
  - مونيا الجبال الثلجية (Snow Mountain Munia), لونتشورا مونتانا (Lonchura montana)
  - مونيا جبال الالب (Alpine Munia), لونتشورا مونتيكولا (Lonchura monticola)
  - المونيا بيسمارك (Bismarck Munia), لونتشورا ميلانا (Lonchura melaena)
- الجنس هيترومونيا (Heteromunia)
  - مونيا بيكتوريلا (Pictorella Munia), هيترومونيا بيكتوراليس (Heteromunia pectoralis)
- الجنس بادا (Padda)
  - عصفور جاوة, بادا أورزيفورا (Padda oryzivora)
  - العصفور الدواري المعتم التيموري (Timor Dusky Sparrow), بادا فوسكاتا (Padda fuscata)
- جنس المذبوح (الربيون) أمادينا (Amadina)
  - زغيم, آمادينا فاسيسياتا (Amadina fasciata)
  - حسون أحمر الرأس (Red-headed Finch), آمادينا أيريثروسيفالا (Amadina erythrocephala)

## التطور

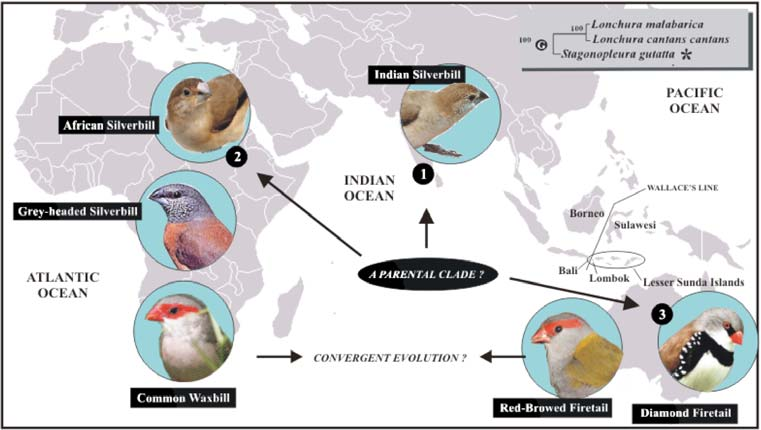
أصل عصافير الإيستريلديد

قد تم دراسة الفيلوجيوجرافي (وهي دراسة العمليات التاريخية التي تؤثر على توزيع الأفراد) والأصل المحتمل لعصافير الإيستريلديد. ربما تكون المخططات الآتية مفيدة في تمثيل الأصل الافتراضي في الهند في آخر وأقوى مرتفع في جبال الهيمالايا (منذ 16.5 مليون سنة)، عند تأسس نظام أمطار الرياح الموسمية في الهند (انظر الشكل). ونتائج هذه الدراسة هي:
- الإيستريلديدات عبارة عن مجموعة أحادية النمط الخلوي المتعدد من الفروع الزمنية التي ربما بدأت في التطور في العصر الميوسيني الأوسط (منذ حوالي 16.5 مليون سنة)
- يكون هذا الغرض الموقوت متزامنًا مع بدء ظهور عصافير الفرينجيلينييه وأيضًا مع أكبر رفع لسفح الهيمالايا والتبت، الذي دُفع بواسطة أقوى اصطدام الصفيحة التكتونية في الهند؛ حيث أسس ذلك حاليًا نظام الرياح الموسمية في جنوب آسيا وتغييرات مناخية عنيفة أخرى، مثل المناخ الجاف في هضبة التبت والصحراء الصينية.
- تُكون عصافير الإيستريلديد مجموعة أحادية النمط الخلوي والتي تتضمن العديد من الفروع الزمنية وتشمل الطيور الأسترالية والإفريقية والآسيوية.
- تشمل أكثر المجموعات المتطورة قدمًا الإفريقي (ذو البطن الفضي الإفريقي) والآسيوي (ذو البطن الفضي الهندي) والأسترالي (الطائر الماسي diamond firetail)؛ حيث يوضح ذلك الظهور الكلي للإيستريلديدات الذي ربما يرجع أصله إلى الهند.[2][3][4]

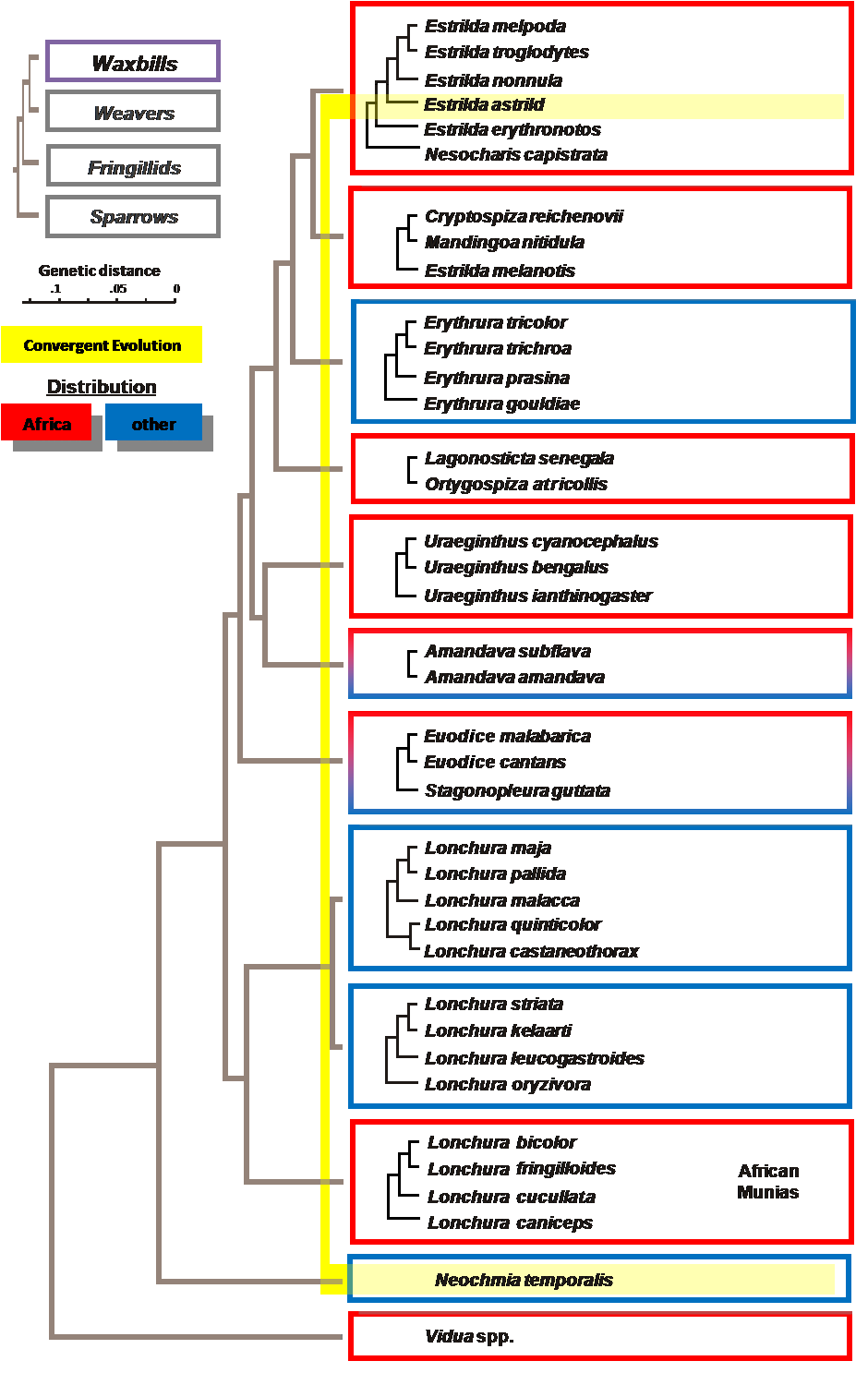
شجرة التطور الجيني لعصافير الإيستريلديد

- المجموعة الإفريقيةنيسوتشاريس (Nesocharis) هي مجموعة من الجنس الإفريقي إيستريلدا
- عصفور الجولديان(Gouldian) (إيريثرورا (Erythrura) أوتشليوبيا جولديا (Chloebia gouldiae)) وهي متضمنة على وجه التحديد في الجنس إيريثرورا (Erythrura) مع الأنواع الأخرى.
- العصفور الدواري جافا (Java sparrow) (بادا (Padda) أو لونتشورا أوريزيفورا (Lonchura oryzivora)) وهو أكثر الأنواع تعديلاً من جنس لونتشورا: (Lonchura) وهو أكبر حجمًا من باقي أنواع لونتشورا وذو نمط رأس مختلف ومميز. وهو مستوطن من جزر جافا وبالي وباوين، على الرغم من هروبه من الأسر يمكن رؤيته اليوم في جزر أخرى مجاورة.

وتُنسب *المونيات الإفريقية (African munias) (سبيرمستس (Spermestes)) إلى جنس مختلف كليةً عن المونيات الآسيوية والأسترالية.
- الأنواع الأسترالية الطائر الأحمر الحاجبين (Red-browed Firetail) (نيوتشميا تيمبوراليس (Neochmia temporalis))، مشابه تمامًا للواكسبيل الشائع الإفريقي (إستريلدا أستريلد، وهو غير مُتصل به. والتشابهات بينهم (في البطن، والحاجبين الحمراوين، إلخ) نتيجة التطور المتقارب، حيث أن الضغوط البيئية (المناخ والموطن والتغذية) متشابهة.[2][4]

## وصلات خارجية
- Estrildidae on Zipcode Zoo
- Estrildidae videos, photos and sounds on the Internet Bird Collection